# Yakovlev Yak-30
Le Yakovlev Yak-30 (code OTAN Magnum) était la réponse de Yakovlev pour la compétition pour le premier avion militaire à réaction de formation conçu pour les nations du Pacte de Varsovie. Conçu pour succéder au Yak-17UTI, il a aussi conduit à l'élaboration du jet Yakovlev Yak-32 de sport. Le Yak-30 a perdu contre le L-29 Delfin, et ni lui ni le Yak-32 sont entrés en production.

## Conception et développement
En 1959, les Forces aériennes soviétiques ont lancé un concours dont le but principal est la construction d'un jet d'entraînement devant entrer en service dans l'Union soviétique et les pays du Pacte de Varsovie. Avant cette date, tous les jets formateurs soviétiques, comme le Yakovlev Yak-17UTI, avaient été modifiés à partir des avions de chasse existants. Puisque Yakovlev avait produit la plupart des avions d'entraînement de l'Union soviétique depuis la Seconde Guerre mondiale, remporter la compétition était extrêmement important, car le vainqueur serait produit en grand nombre pendant de nombreuses années à venir. La réponse de Yakovlev pour la compétition était le Yak-30. Étonnamment, il était le seul concurrent de l'intérieur de l'Union soviétique.
Le Yak-30 était un avion entièrement métallique fait entièrement à partir d'alliages légers. Il a été conçu pour être simple et peu coûteux à construire, les deux longerons d'aile étant fabriqués à partir de feuilles pressées. Le simple, le fuselage elliptique accueillant l'élève et l'instructeur dans un cockpit en tandem non pressurisé. La quantité de carburant était limitée à 600 litres dans un réservoir situé dans le fuselage au-dessus de l'aile.
Le moteur était le RU-19 conçu par Turmanskii, fabriqué spécialement pour l'avion. Comme le reste de l'avion, il était de conception simple, un turboréacteur à simple arbre à l'aide d'un compresseur de sept étages axiaux, donné pour 900 kg de poussée. L'air était alimenté à partir de très petites prises situées à la base des ailes, et éjecté directement sous la partie arrière du fuselage sans tuyère. Pour faciliter l'entretien, le moteur pouvait être abaissé sans démonter le fuselage.
Le stabilisateur était fixé à mi-hauteur de la dérive à forte flèche, et toutes les surfaces de contrôle étaient actionnées manuellement par des tiges qui dévalaient une épine dorsale qui s'étendait le long de la surface supérieure de l'avion, se terminant à l'arrière de la verrière. Celle-ci était en plexiglas soufflé et bombé pour donner une meilleure vision vers le bas. Elle glissait vers l'arrière sur de longs rails. Les sièges éjectables pouvaient être actionnés ensemble par l'instructeur, alors que l'élève ne peut actionner que son propre siège. Les deux positions du poste de pilotage avaient un ensemble complet de commandes.
Le train d'atterrissage tricycle était rétractable. Les principales unités se rétractaient vers l'intérieur, tandis que la roulette de nez orientable se rétractait vers l'avant dans une baie couverte par deux volets. Bien que des dispositions ont été prises pour un armement similaire à la version militaire monoplace, le Yakovlev Yak-32, aucun armement a été placé sur les quatre prototypes.
Le responsable technique sur le programme était KV Sinelshcikov. Les ingénieurs en chef étaient VA Shavrin, VG Tsvelov et VP Vlasov.

## Histoire opérationnelle
L'OKB a construit une seule cellule de test statique/fatigue, ainsi que quatre prototypes de vol (indicatifs 30, 50, 80 et 90). Deux Yak-32 ont également été assemblés dans le même temps.
Les essais d'usine a eu lieu du 20 mai 1960 à mars 1961. Un total de 82 vols ont été effectués avec 43 heures et 36 minutes de temps de vol. Pas de difficultés dans l'exploitation de l'aéronef ont été trouvés. Le concours finit par s'arrêter à trois avions, les rivaux étant le L-29 Delfin tchécoslovaque, et le TS-11 Iskra polonais. L'Iskra a été rapidement éliminé et renvoyé en Pologne, en laissant le Yak-30 en concours en tête-à-tête avec le L-29, dans lequel la conception du Yak montrait de meilleures performances, un poids inférieur, une meilleure maniabilité et les coûts de production inférieurs.
Toutefois, à la fin, une décision politique a été prise pour sélectionner le L-29 tchécoslovaque plus robuste en août 1961 pour devenir le jet de formation principal de toute l'Union soviétique et les pays du Pacte de Varsovie, sauf la Pologne.
Peu après cette décision le pilote de l'OKB, Smirnov, établit plusieurs records mondiaux officiels de jets legers avec le Yak-30. Il s'agit notamment du record de vitesse sur un parcours de 25 km (767,308 km/h), et d'altitude maximale de 16 128 mètres.
L'un des prototypes survivants est exposé au musée central des forces aériennes de la fédération de Russie de Monino.

## Opérateurs
Union soviétique
- Forces aériennes soviétiques

### Développement lié
- Yakovlev Yak-32

### Aéronefs comparables
- Aero L-29 Delfin
- PZL TS-11 Iskra
- T-33
- T-37
- Saab 105